# Uczelnie na Ukrainie
Uczelnie na Ukrainie

## Lista uczelni
Lista uczelni na Ukrainie według Podziału administracyjnego Ukrainy:

### Obwód charkowski
- Akademia Kultury w Charkowie
- Charkowska Państwowa Akademia Designu i Sztuki
- Charkowska Państwowa Wyższa Szkoła Kultury Fizycznej nr 1
- Charkowski Narodowy Uniwersytet Medyczny
- Charkowski Narodowy Uniwersytet Pedagogiczny im. T. S. Skoworody
- Charkowski Narodowy Uniwersytet Radioelektroniki
- Charkowski Uniwersytet Narodowy im. Wasyla Karazina
- Narodowy Uniwersytet Techniczny „Charkowski Instytut Politechniczny”[1]
- Uniwersytet Artystyczny w Charkowie

### Obwód chersoński
- Chersoński Uniwersytet Państwowy

### Obwód chmielnicki
- Chmielnicki Uniwersytet Narodowy
- Ukraiński Uniwersytet Państwowy w Kamieńcu Podolskim

### Obwód czerkaski
- Czerkaski Uniwersytet Narodowy im. Bohdana Chmielnickiego
- Państwowy Uniwersytet Pedagogiczny im. Pawła Tyczyny w Humaniu[1]

### Obwód czernihowski
- Czernihowski Narodowy Uniwersytet Pedagogiczny im. Tarasa Szewczenki
- Czernihowski Narodowy Uniwersytet Technologiczny

### Obwód czerniowiecki
- Bukowiński Państwowy Uniwersytet Medyczny
- Czerniowiecki Uniwersytet Narodowy im. Jurija Fedkowycza

### Obwód dniepropetrowski
- Dniepropetrowska Wyższa Szkoła Kultury Fizycznej
- Dnieprzański Uniwersytet Narodowy im. Ołesia Honczara
- Państwowy Uniwersytet Pedagogiczny w Krzywym Rogu

### Obwód doniecki
- Doniecka Wyższa Szkoła Rezerw Olimpijskich im. Serhija Bubki
- Doniecki Narodowy Uniwersytet Techniczny

### Obwód iwanofrankiwski
- Iwano-Frankiwski Narodowy Techniczny Uniwersytet Nafty i Gazu
- Iwano-Frankiwski Narodowy Uniwersytet Medyczny
- Iwano-Frankiwski Uniwersytet Prawa im. Króla Daniela Halickiego
- Przykarpacki Uniwersytet Narodowy im. Wasyla Stefanyka
- Zachodnioukraiński Uniwersytet Ekonomii i Prawa

### Obwód kijowski
- Narodowy Uniwersytet Państwowej Służby Podatkowej Ukrainy w Irpieniu[1]

### Obwód kirowohradzki
- Centralnoukraiński Narodowy Uniwersytet Techniczny

### Obwód lwowski
- Akademia Wojsk Lądowych im. Hetmana Piotra Sahajdacznego
- Lwowska Narodowa Akademia Sztuki
- Lwowski Narodowy Uniwersytet Rolniczy
- Lwowski Narodowy Uniwersytet Medyczny im. Daniela Halickiego
- Lwowski Państwowy Instytut Sztuki Dekoracyjnej i Stosowanej im. Iwana Trusza
- Lwowski Państwowy Uniwersytet Kultury Fizycznej
- Narodowy Uniwersytet Leśnictwa Ukrainy
- Lwowski Państwowy Uniwersytet Medycyny Weterynaryjnej i Biotechnologii im. S.Z. Giżyckiego[1]
- Narodowy Uniwersytet Politechnika Lwowska[1]
- Ukraińska Akademia Drukarstwa
- Ukraiński Uniwersytet Katolicki[1]
- Państwowy Uniwersytet im. Iwana Franki[1]

### Obwód ługański
- Ługański Uniwersytet Narodowy im. Tarasa Szewczenki
- Wschodnioukraiński Uniwersytet Narodowy im. Wołodymyra Dala

### Obwód mikołajowski
- Mikołajowski Uniwersytet Narodowy im. Wasyla Suchomłynskiego

### Obwód odeski
- Akademia Marynarki Wojennej im. Pawła Nachimowa
- Odeski Uniwersytet Narodowy im. Ilji Miecznikowa
- Państwowa Odeska Akademia Budownictwa i Architektury[1]
- Seminarium duchowne w Odessie
- Odeski Narodowy Uniwersytet Morski
- Odeski Narodowy Uniwersytet Ekonomiczny

### Obwód połtawski
- Połtawska Rolnicza Państwowa Akademia
- Połtawski Narodowy Uniwersytet Techniczny im. Jurija Kondratiuka

### Obwód rówieński
- Akademia Ostrogska
- Narodowy Uniwersytet Gospodarki Wodnej i Zarządzania Zasobami Naturalnymi

### Obwód sumski
- Sumski Państwowy Pedagogiczny Uniwersytet im. A. S. Makarenki[1]
- Sumski Narodowy Uniwersytet Rolniczy[1]

### Obwód tarnopolski
- Narodowy Uniwersytet Medyczny imienia I.Ja. Horbaczewskiego w Tarnopolu
- Krzemieniecka Humanistyczno-Pedagogiczna Akademia im. T. Szewczenki[1]

### Obwód winnicki
- Doniecki Uniwersytet Narodowy im. Wasyla Stusa

### Obwód wołyński
- Łucki Narodowy Uniwersytet Techniczny
- Wołyńska Prawosławna Akademia Teologiczna w Łucku[1]

### Obwód zakarpacki
- Mukaczewski Państwowy Uniwersytet
- Użhorodzki Uniwersytet Narodowy

### Obwód zaporoski
- Zaporoski Narodowy Uniwersytet Techniczny

### Obwód żytomierski
- Żytomierski Uniwersytet Państwowy im. Iwana Franki

### miastoKijów
- Kijowski Narodowy Uniwersytet Budownictwa i Architektury
- Kijowski Narodowy Uniwersytet Ekonomiczny im. Wadyma Hetmana
- Kijowski Narodowy Uniwersytet Handlu i Ekonomii
- Kijowski Uniwersytet Narodowy im. Tarasa Szewczenki[1]
- Międzyregionalna Akademia Zarządzania Personelem
- Narodowy Uniwersytet Biozasobów i Zarządzania Naturą Ukrainy
- Narodowy Uniwersytet Lotnictwa
- Narodowy Uniwersytet Medyczny im. Ołeksandra Bohomołcia
- Narodowy Uniwersytet Pedagogiczny im. M.P. Dragomanowa[1]
- Narodowy Uniwersytet Techniczny Ukrainy Politechnika Kijowska
- Narodowy Uniwersytet Transportu
- Ukraińska Narodowa Akademia Muzyczna
- Stołeczny Uniwersytet Kijowski im. Borysa Hrinczenki
- Uniwersytet Narodowy „Akademia Kijowsko-Mohylańska”
- Kijowski Narodowy Uniwersytet Teatru, Kina i Telewizji im. Iwana Karpenki-Karego

### Autonomiczna Republika Krymu
- Krymski Uniwersytet Inżynieryjno-Pedagogiczny
- Państwowa Krymska Akademia Budownictwa Turystycznego i Ochrony Środowiska w Symferopolu[1]
- Tawrijski Uniwersytet Narodowy im. Władimira Wiernadskiego